# Lynda Cornet
Lynda Cornet est une rameuse néerlandaise née le 26 janvier 1962 à Leyde. 

## Palmarès
- Jeux olympiques d'été de 1984 à Los Angeles
  -  Médaille de bronze en huit[1].